# José Song Sui-Wan
José Song Sui-Wan SDB (chiń. upr. 宋瑞云; chiń. trad. 宋瑞雲; pinyin Sòng Ruìyún; ur. 16 maja 1941 w Szanghaju, zm. 15 listopada 2012 w Campinas) – chiński duchowny katolicki posługujący w Brazylii, biskup São Gabriel da Cachoeira w latach 2002–2009.

## Życiorys
Urodził się w Szanghaju. W wieku 8 lat przeprowadził się wraz z rodzicami do Hongkongu, zaś w 1959 wyjechał do Brazylii. Tam wstąpił do zakonu salezjanów i w nim złożył profesję wieczystą 31 stycznia 1962. Święcenia kapłańskie przyjął 17 lipca 1971. Odpowiadał przede wszystkim za formację kandydatów do zakonu w różnych salezjańskich placówkach.

### Episkopat
23 stycznia 2002 papież Jan Paweł II mianował go biskupem diecezji São Gabriel da Cachoeira. Sakry biskupiej udzielił mu 27 kwietnia tegoż roku jego poprzednik, Walter Ivan de Azevedo.
4 marca 2009 papież Benedykt XVI przyjął jego rezygnację z urzędu złożoną ze względu na stan zdrowia. Zmarł na raka wątroby w Campinas.